# بییروم
بییروم (به هلندی: Bierum) یک منطقهٔ مسکونی در هلند است که در دلف‌زیل واقع شده‌است. بییروم ۶۷۳ نفر جمعیت دارد.